# Gaspare Richelmi di Bovile
Gaspare Oberto Maria Gabriele Richelmi Conte di Bovile (Torino, 1757 – 1827) è stato un generale italiano, che fu insignito da re Carlo Felice del Collare dell'Ordine supremo della Santissima Annunziata e della Gran Croce dell'Ordine dei Santi Maurizio e Lazzaro.

## Biografia
Nacque a Torino nel 1757, figlio del conte Giambattista Camillo e di Barbara del Carretto di Gorzegno. All'età di undici anni diviene Paggio d'Onore di S.M. ed inizia a frequentare la Regia Accademia Militare di Torino, da cui uscì destinato alla milizia venendo quindi assegnato alla cavalleria, e divenendo cornetta nel 1772. Il 5 marzo 1795 era capitano nel Reggimento "Dragoni della Regina" venendo poi promosso al grado di maggiore. Il 22 aprile 1796 diviene luogotenente colonnello di cavalleria. Il 10 novembre 1798 è promosso maggiore effettivo del Reggimento "Dragoni della Regina", e il 3 gennaio 1799 (14 nevoso anno VII della Repubblica Francese), si dimette dal servizio. Il 20 aprile 1800 è promosso tenente colonnello, e il 26 maggio è insignito della Gran Croce dell'Ordine dei Santi Maurizio e Lazzaro. Segue i sovrani piemontesi in Sardegna dove diviene cortigiano e intimo del Duca del Genevese. Nel 1807 segue il Duca del Genevese a Palermo in occasione del suo fidanzamento con la principessa Maria Cristina di Borbone, e fu lui a portare a Cagliari la notizia dell'avvenuto fidanzamento ufficiale.
Dopo la restaurazione il 2 gennaio 1815 venne elevato al rango di maggior generale e il 7 aprile 1815 venne nominato gran cacciatore e gran falconiere di S.M. Re Vittorio Emanuele I e governatore della Venaria Reale. Grande di Corona nel 1816, il 22 ottobre 1821 è insignito del Collare dell'Ordine supremo della Santissima Annunziata. Presidente della Società dei Cavalieri Direttori dei Teatri, amico della principessa Maria Beatrice di Savoia, arciduchessa d'Austria, tra il 1823 e il 1824 fu Priore dell'Ordine dei Santi Maurizio e Lazzaro. Si spense nel 1827.

### Annotazioni
1. ↑  Maggior generale di fanteria e governatore della città e della provincia di Casale.

### Fonti
1. 1 2 3 4  Ilari, Shama 2008, p. 431.
2. 1 2 3 4 5 6   Gazzetta piemontese, 1827,  pp. 82-83. URL consultato il 12 marzo 2022.
3. 1 2 3  Lo Faso di Serradifalco 2016, p. 380.
4. ↑   Raccolta di regj editti, manifesti, ed altri provvedimenti de ..., Volume 19, 1823,  p. 109. URL consultato il 12 marzo 2022.